# Ariane Friedrich
Ariane Friedrich (født Ariane Tempel 10. januar 1984 i Nordhausen) er en tysk højdespringer. Hun er femdobbelt tysk mester og indehaver af den tyske udendørsrekord med 2,06 m. Hendes bedste konkurrenceresultater er bronzemedalje ved EM 2009 og VM 2010 (begge dele udendørs) samt guldmedaljen ved indendørs-VM 2009.